# Tappeto Flokati

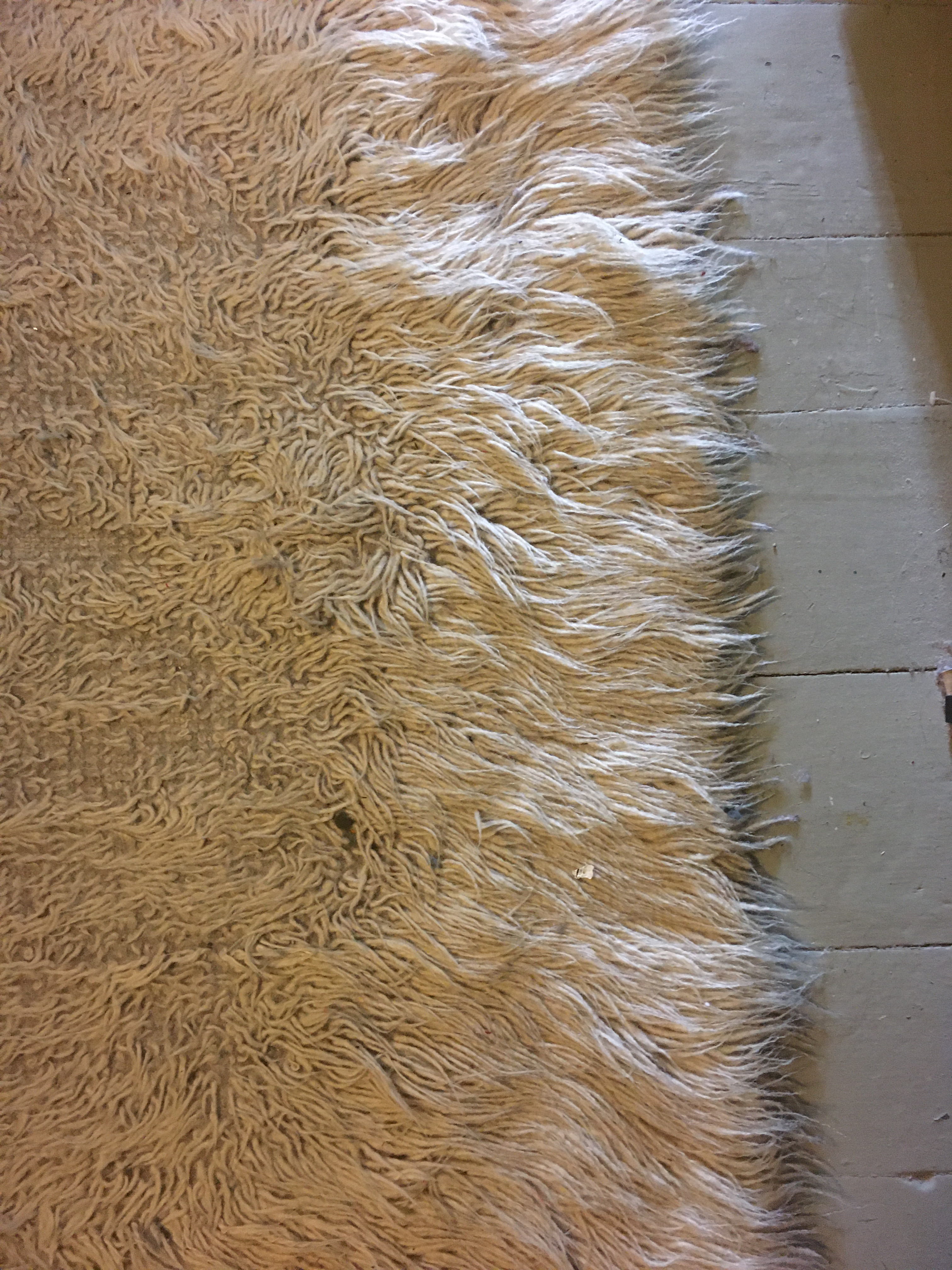
Primo piano di un tappeto flokati

Un tappeto flokati è un tappeto di lana tessuta. Tali tappeti hanno un aspetto ispido e sono spessi e morbidi. I tappeti moderni in lana o sintetici possono essere acquistati in una varietà di colori.

## Nome
La parola deriva dall'aromeno floc, dal latino floccus. Un altro nome per uno stile di tappeto simile è βελέντζα /vel'endza/ < turco velense, probabilmente tramite l' albanese velentse.

## Storia

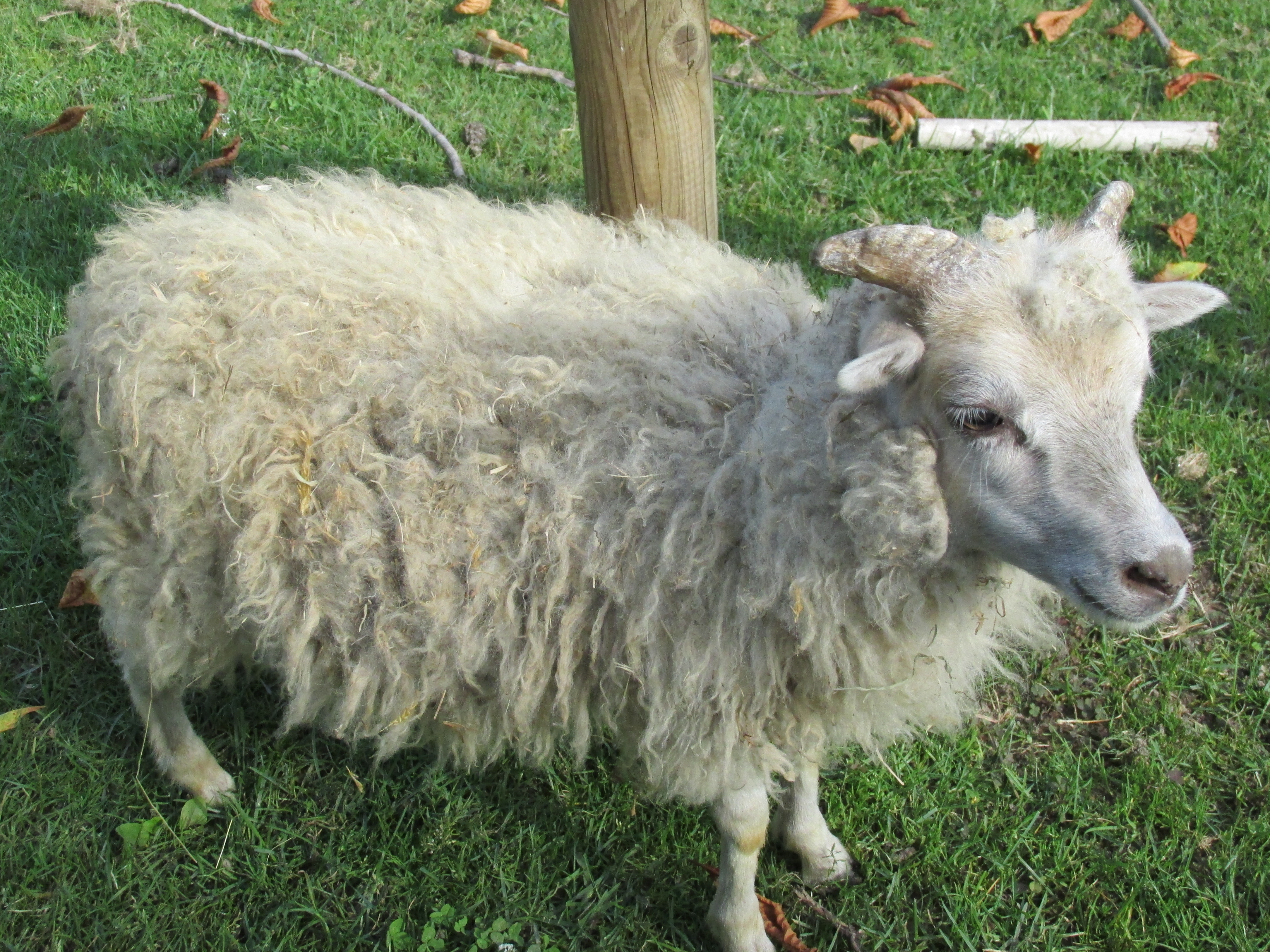
I flokati sono spesso fatti di lana.

I Flokati erano popolari negli anni '70. La parola è apparsa per la prima volta in inglese nel 1967. Il termine è stato creato dai Ministeri delle Finanze, dell'Industria e del Commercio della Grecia per riferirsi a un tappeto con determinate caratteristiche specifiche: tessuto a mano in Grecia, composto al 100% da lana (ordito, trama e pelo), con un peso totale di almeno 1800 grammi di lana per metro quadro. Il tappeto deve anche essere "sottoposto al processo di attrito con acqua" per creare il pelo unico.
La ditta Gagalis Co. ha importato flokati dalla Grecia a partire dal 1970 e li ha venduti come "un nuovo look nei rivestimenti per pavimenti casual".
Sulla rivista Cosmo Girl dell'ottobre 2005, il designer Mark Montano ha suggerito un tappeto flokati come soluzione alla domanda: "E se il mio compagno di dormitorio fosse l'esatto contrario di me?!"

## Curiosità
- I tappeti Flokati sono stati offerti come premi nel gioco a premi televisivo americano degli anni '80 Press Your Luck e spesso erano oggetto di ironia in caso di vittoria.[6]
- Sono stati raccomandati come una buona scelta per l'arredamento della casa sul numero 52/1 del maggio 1977 della rivista Bon Appétit.

## Riferimenti
1. 1 2  Λεξικό της Νέας Ελληνικής Γλώσσας (Babiniotis Dictionary), (Λεξικό Μπαμπινιώτη), 1998, s.v.
2. ↑   flokati.com,  https://www.flokati.com/history-flokati-rugs.
3. ↑  American Import & Export Bulletin 58-59:672
4. ↑   RugNews.com,  http://www.rugnews.com/ME2/dirmod.asp?sid=0DAB59D70A93452A92E82D8312BEFBAA&nm=News+Archives&type=Publishing&mod=Publications%3A%3AArticle&mid=B057D339E04A4FFF99DB9FEEB9BDA02F&tier=4&id=E2D5DD7B6CFB489A8858F6EAE1415CBA.
5. ↑   seventeen.com,  https://www.seventeen.com/.
6. ↑   Copia archiviata, su gscentral.net. URL consultato il 5 febbraio 2023 (archiviato dall'url originale il 21 luglio 2014).

https://www.flokati.com/index.php?p=page&page_id=history_flokati_rugs